# Sixten Jernberg
Edy Sixten Jernberg (* 6. Februar 1929 in Lima, Kopparbergs län, heute Ortsteil von Malung-Sälen; † 14. Juli 2012 in Mora, Dalarnas län) war ein schwedischer Skilangläufer.

## Leben
Jernberg, der für den Lima IF startete, war ursprünglich gelernter Schmied. Nach einer Tätigkeit als Dorfschmied wechselte er zum Beruf des Holzfällers, da ihm dieser mehr Zeit zum Training bot. Dem ebenfalls aus Dalarna stammenden Langläufer Nils Karlsson nacheifernd, stellten sich erste Erfolge im Langlauf während seiner Zeit beim Militärdienst 1951 ein. Nach dem schlechten Abschneiden der schwedischen Langlaufmannschaft bei den Olympischen Winterspielen 1952 in Oslo mit nur einer Bronzemedaille in der Staffel wurde das Langlaufteam verjüngt und Jernberg kam zum Zug. 1954 gewann er beim Holmenkollen Skifestival das Rennen über 15 km. Drei Jahre später stieß er bei einem Langlaufwettkampf in Podrewskow, in der Nähe von Moskau, in die Weltelite vor, als er die gesamte sowjetische Langläuferelite inklusive Wladimir Kusin bezwingen konnte. Bei den Svenska Skidspelen gewann er dreimal den 30-km-Lauf (1956, 1957, 1960). Zudem wurde er 1957 über 15 km und 1963 über 30 km jeweils Zweiter. Ebenfalls im Jahr 1963 errang er den dritten Platz im Rennen über 50 km bei den Lahti Ski Games. Bei schwedischen Meisterschaften siegte er siebenmal über 15 km (1955–1961), dreimal über 30 km (1957, 1960, 1961) und fünfmal über 50 km (1955–1957, 1960, 1961). Mit der Staffel von Lima IF wurde er fünfmal Meister (1956, 1957, 1959, 1960, 1964).
Im Laufe seiner Karriere gewann der Spezialist für die langen Distanzen zwischen 1954 und 1964 vier Goldmedaillen, drei Silber- und zwei Bronzemedaillen bei Olympischen Spielen, für die er außerdem auch Weltmeisterschaftsmedaillen erhielt. Außerdem siegte er vier Mal bei weiteren Weltmeisterschaften und belegte dort auch zwei dritte Plätze. 1955 und 1960 gewann er den Wasalauf.
Der 1,77 m große und 72 kg schwere rothaarige Jernberg trainierte als Aktiver stets allein 350 Tage im Jahr, zwischen ein und vier Stunden pro Tag. Im Training absolvierte er circa 2500 Kilometer pro Winter. Bis zu seinem Rücktritt im November 1964 hatte er etwa 30.000 Kilometer auf Skiern zurückgelegt. Seine Rekordquote von 134 Siegen in 363 nationalen und internationalen Wettkämpfen der Jahre 1952 bis 1964 (nur 37 Mal kam er nicht unter die ersten Sechs) konnte erst 1992 von der sowjetisch-russischen Langläuferin Raissa Smetanina überboten werden.
Für seine Leistungen wurde er 1956 mit der Svenska-Dagbladet-Goldmedaille und 1960 mit der Holmenkollen-Medaille geehrt. Noch als Aktiver legte er wie sein Vorbild Nils Karlsson mit I vilda spår (1960; dt. etwa „In wilden Spuren“) eine Autobiografie vor. 1965 verlieh ihm das IOC die Mohammed-Taher-Trophäe für seinen Beitrag zum Skilanglauf.
Kurzzeitig trat Jernberg nach seinem Rücktritt vom Langlaufsport als Biathlet in Erscheinung. Als Trainer betreute er bei den Olympischen Spielen 1968 in Grenoble die schwedische Mannschaft. Auch setzte er sich maßgeblich für die Einrichtung von Sportschulen in Schweden ein. Vor den Olympischen Spielen 1972 in Sapporo war Jernberg im Winter 1969/70 von den Japanischen Selbstverteidigungsstreitkräften eingeladen worden, geeignete Routen und Umfeldeinrichtungen für die Biathlon-Strecke vorzuschlagen.
Jernberg errichtete später in Lima eine Freizeitsiedlung und eine Fischzucht. Politisch war er in der schwedischen Centerpartiet („Zentrumspartei“) aktiv, die mit einem grünen Profil aufwartete.
Sixten Jernberg lebte in Lima, das 1971 nach Malung eingemeindet wurde, was ihm zu seiner aktiven Zeit auch den Spitznamen „Blitz von Lima“ einbrachte. Er war seit 1956 verheiratet und Vater von drei Söhnen. Nach einer längeren Krebserkrankung starb er im Krankenhaus von Mora.
Der Stabhochspringer Ingemar Jernberg, Olympiateilnehmer von 1992 und 1996, war sein Neffe.

## Erfolge

### Olympische Winterspiele
- 1956 in Cortina d’Ampezzo: Gold über 50 km, Silber über 15 km, Silber über 30 km, Bronze in der Staffel
- 1960 in Squaw Valley: Gold über 30 km, Silber über 15 km
- 1964 in Innsbruck: Gold über 50 km, Gold in der Staffel, Bronze über 15 km

### Weltmeisterschaften
- 1954 in Falun: Bronze in der Staffel
- 1958 in Lahti: Gold über 50 km, Gold in der Staffel, Bronze über 30 km
- 1962 in Zakopane: Gold über 50 km, Gold in der Staffel